# 第一夏威夷中心
第一夏威夷中心（英語：First Hawaiian Center）是一座位於美國夏威夷州和該州最大城市檀香山的第二高建築。它是第一夏威夷銀行的公司總部，該大樓自落成後便成為檀香山最著名的建築之一，並成為檀香山天際線的重要地標。

## 概要
該建築物位於檀香山市中心畢曉夏街999號，鄰近畢曉夏公園，作為第一夏威夷銀行的總部使用，該銀行是由查爾斯·里德·畢夏普創立，是夏威夷最古老的銀行。查爾斯同時也是伯尼斯·寶拉希·畢夏普的丈夫。
該中心擁有24,000平方英尺（約2,200平方米）的開放廣場、公園空間和水道。步行即可到達阿利奧拉尼·黑爾、和平之后圣殿主教座堂、夏威夷州議會大廈和伊奧拉尼宮。建築內部則設有三個畫廊，這些畫廊由檀香山艺术博物馆策劃。並展示夏威夷本地藝術家的作品。
此外，第一夏威夷中心也是太平洋創新中心的所在地。

## 建造
建築於1996年由第一夏威夷銀行董事長兼首席執行官小沃爾特·A·多茲建成並開業。建築面積超過645,834平方英尺（60,000平方公尺），高度為429英尺（131公尺），建造成本超過1.75億美元。建築師來自KPF建築事務所。

## 外部連結
- First Hawaiian Bank
- First Hawaiian Center in Test Drive Unlimited （页面存档备份，存于）